# شهرستان ونشو
شهرستان ونشو (به لاتین: Wenshu Township) یک شهرک در جمهوری خلق چین است که در Guangshan County واقع شده‌است. شهرستان ونشو ۷۸ متر بالاتر از سطح دریا واقع شده‌است.